# 登瀛書院
23°59′20″N 120°40′02″E / 23.988950°N 120.667275°E
登瀛書院，是位於臺灣南投縣草屯鎮新庄里的書院、文昌廟，為南投縣古蹟。

## 歷史沿革
草屯的學堂原有雍正十二年（1734年）清廷為漢化阿立昆族北投社的土番社學，但至道光年間原住民陸續遷至埔里致該社學有名無實。道光二十七年（1847年）十月，草屯士紳莊文蔚、洪濟純等首倡發起，在北投堡募集五千八百元興建登瀛書院，翌年十二月竣工。名為「登瀛」，取「十八學士登瀛洲」之故。
在管理方面，設山長一人，聘請舉人、貢生、廩生等擔任。並有正、副董事各一名，爐主一名。為維持經營，地方士紳捐學田，共約三十七甲多的水田，一說六十甲。
在授課方面，乃循白沙書院學規施教，每年農曆正月十六至二月初一開學，招六至八歲學童入學，十二月下旬散學。課程分為讀書、開講及寫字。課本則有《三字經》、《大學》、《中庸》、《論語》、《四書章句集注》、《詩經》、《易經》、《春秋》、《禮記》及其他時文、唐詩、律賦之隨意選讀。授課方法分為點讀、背誦、默寫三種。並無修習之年限，通常是兩、三年至七、八年不等。
隨著學生與日俱僧，陸續有玉峰社、碧峰社、梯雲社、萃英社等學社的成立，前後出了十多位文武秀才，於是在地方上有「秀才窩」之雅稱。草屯第一位舉人簡化成（簡榮卿），就是碧峰社社員。萃英社還出版考試書《課藝》作為科舉的模擬試題。
光緒九年（1883年），書院屋頂木料、牆壁腐朽不堪，李定邦、林錫爵、簡化成等人首倡，籌款二千三百元，獲玉峰社資助二百元、碧峰社一百元及萃英社五十元，同年七月重修，十月竣工。
1902年，書院田地卅五甲悉捐南投廳，以建立草鞋墎公學校（今草屯國小）之用。1926年建築重修。公學校一成立，書院傳文教功能盡失。此書院因而轉變為民間祭祀文昌帝君的祠所，登瀛書院之名漸被遺忘，地方多以「文昌祠」稱呼。固定於農曆二月初三及八月十八舉行春、秋二祭。在宗教活動無乩、符等。
臺灣從清治時期後共興建六十四所書院，戰後時期僅存二十七所運作，其中南投縣就佔五所，居全臺灣之冠。從事瓦斯器具生意的草屯人許潮浪自1980年回鄉後，將此書院環境整頓，在右廂設立圖書室，舉辦繪畫比賽、演講等活動。管理委員會成員有文化工作者、有退休教師。像草鞋墩協會總幹事陳清誥會在此擔任解說員。
1987年再次重修，次年竣工。
2000年4月9日，縣長彭百顯查訪因九二一大地震受損的登瀛書院與草屯陳府將軍廟，表示縣府已向內政部爭取四百五十萬元修復書院。整修自2001年1月動工，原定該年11月完工。因發現屋頂內部的六根樑柱嚴重腐朽，該年9月26日停工進行變更設計。2002年秋整修完成。

## 文物資產

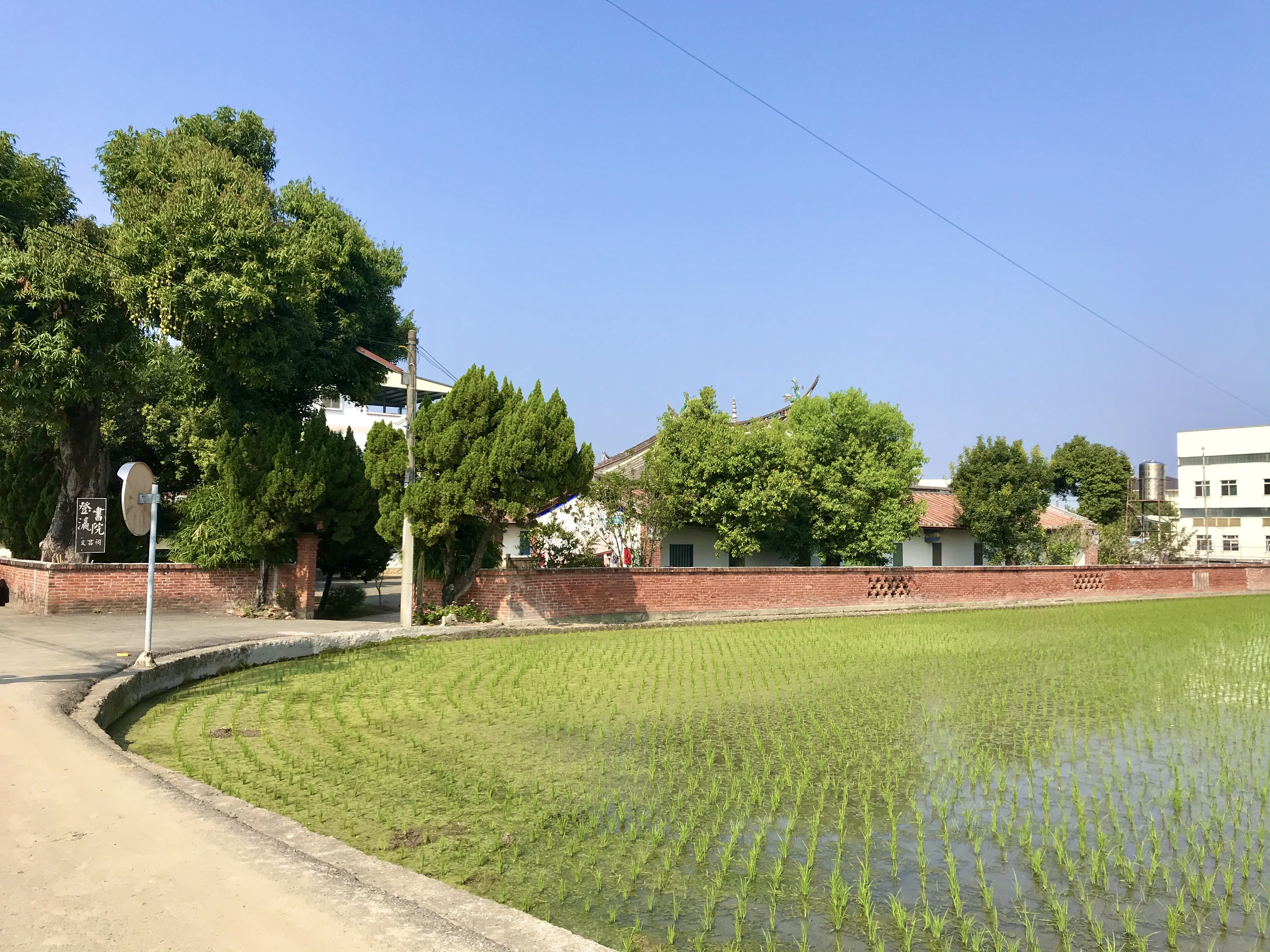
入口

書院今址為草屯鎮史館路文昌巷30號，屬新庄里。占地五百多坪，其中建地近三百坪，以為就學處所。
建築坐落在一處田間榕樹下，入門處有「登雲有路志為梯聯步高攀鳳閣、贏海無涯勤是岸翻身跳進龍門」柱聯。格局為單進兩翼齋舍的三合院建築，正前方有燕尾翹脊照牆，中央為三開門正殿。有兩護龍、肄業房、山長房、藏書庫。其閩南花紋磚及樑上的構築別具特色，尤其是壁上的萬字形花紋磚屬少見。神龕上方懸掛「文運重興」、「學教敦倫」匾額。內保存許多文物，包括當初發起建立書院之一的生員洪鐘英因助軍有功，朝廷頒「欽加五品」銜牌。
據王啟宗教授指出：登瀛具有三大特色：一、建築物保持最完整；二、捐出最多土地，發展地方教育；三、保持清譽，正派經營。在1999年報導時，建身雖曾四次整修，但是均能依照原貌加以維修，不僅正殿構體分毫未更動，連兩排齋舍書房也未增減一間，建材之土墼也未更換為磚塊。1995年11月27日，內政部公告為三級古蹟，和碧峰里之草屯龍德廟、加老里的草屯燉倫堂並稱草屯鎮三大古蹟。2019年，南投縣文化局將書院的長腳牌組、文昌帝君神像列為一般古物。